# Orahovo (Travnik, BiH)
Orahovo su naseljeno mjesto u općini Travnik, Federacija Bosne i Hercegovine, BiH.

## Stanovništvo

### 1991.
Nacionalni sastav stanovništva 1991. godine, bio je sljedeći:
ukupno: 399
- Muslimani - 398
- ostali, neopredijeljeni i nepoznato - 1

### 2013.
Nacionalni sastav stanovništva 2013. godine, bio je sljedeći:
ukupno: 328
- Bošnjaci - 326
- ostali, neopredijeljeni i nepoznato - 2